# پی‌اس‌آر بی۱۶۲۰–۲۶
پی‌اس‌آر بی۱۶۲۰-۲۶ یک ستاره است که در صورت فلکی کژدم قرار دارد.